# Springer Publishing
Springer Publishing là một công ty xuất bản sách và tập san học thuật của Hoa Kỳ, chuyên về lĩnh vực điều dưỡng, lão khoa, tâm lý học, công tác xã hội, tư vấn, y tế công cộng, và phục hồi chức năng. Được thành lập năm 1950 bởi Bernhard Springer, một người cháu nội của Julius Springer, Springer Publishing đặt trụ sở tại tầng 15 của Salmon Tower ở Midtown Manhattan, thành phố New York.